# Woorden van een ander
Woorden van een ander is een single van het Nederlandse muziekduo Acda en De Munnik uit 2011. Het stond in 2012 als elfde track op het album 't Heerst.

## Achtergrond
Woorden van een ander is geschreven door Thomas Acda. Het is een nederpoplied waarin dat gaat over een relatiebreuk en het verwerken daarvan met het schrijven van een lied. Voordat het lied als single werd uitgebracht, was het in de theatervoorstelling van de zangers te horen.

## Hitnoteringen
Het lied had bescheiden succes in de Nederlandse hitlijsten. Het piekte op de achtste plaats van de Single Top 100, waarin het zes weken stond. De Top 40 werd niet bereikt, maar het kwam tot de tweede plek in de Tipparade.